# Les Affinités électives (téléfilm)
Pour les articles homonymes, voir Les Affinités électives (homonymie).
Les Affinités électives est un téléfilm réalisé par Claude Chabrol en 1981. Il s'agit d'une coproduction française et ouest-allemande.
Le téléfilm est une adaptation de Les Affinités électives, un roman de Johann Wolfgang von Goethe publié en 1809.

## Fiche technique
- Réalisateur : Claude Chabrol
- Scénario : Jean Grenier, d'après l'œuvre de Goethe
- Images : Jean Rabier
- Son : Claude Catule
- Décors : Guy Littaye
- Musique : Matthieu Chabrol et Pierre Jansen
- Montage : Monique Fardoulis
- Production : FR3, Télécip, Galaxy Film Produktion (Munich)
- Durée : 120 minutes

## Distribution
- Stéphane Audran : Charlotte
- Michael Degen : le capitaine Otto
- Pascale Reynaud : Ottilie
- Helmut Griem : Édouard Otto
- Jarmila Svelova : la servante
- Joseph Langmiller : M. Mittler
- Svatopuk Benes : le comte